# Ammunasz szugzijaszi herceg
Ammunasz (vagy Ammuna, hettita DUMU URUŠu-ug/uk-zi-ya mAmmuna) Szugzijasz hercege, hettita főnemes az i. e. 16. században. Papahdilmah, PU-Szarruma vagy I. Hattuszilisz fia.
A KBo 3.23 szerint testvérével Pimpirit nenasszai herceggel a király védelmezői, a KBo 3.34 mindkettőjüket a király atyjának nevezi, amely nyilván tiszteletbeli címzés. A KUB 36.120 és KUB 11.4 szerint Pimpirit és Huccijasz (DUMU URUḪakmiš, azaz Hakmisz hercege) támogatója I. Murszilisz uralkodása után.